# ريدج ريسر ثري دي
ريدج ريسر ثري دي (بالإنجليزية: Ridge Racer 3D)‏، هي لعبة فيديو إلكترونية من نوع سباقات السيارات، صدرت اللعبة في الأسواق سنة 2011، وهي من تطوير ونشر بانداي نتوركس اليابانية، حيث تعمل على منصة نينتندو 3دي إس الحصرية.